# Visual DialogScript

Visual DialogScript, souvent abrégé VDS est un langage de programmation simplifié de type script ou batch.

## Fonctionnalités
Il permet de programmer de manière rapide un utilitaire basique pouvant automatiser certaines tâches rapides ou ne nécessitant pas l'intervention d'un langage de programmation plus complexe.

## Fonctionnement
Un exécutable compilé d'environ 10-15 ko représente le programme écrit. Une fois le programme lancé, le langage est interprété par une dll équivalente à la version du logiciel par exemple VDSRUN30.dll pour Visual DialogScript 3, ou VDSRUN40.DLL pour Visual DialogScript 4

## Améliorations
- La version 2 de VDS étant 16-bits, les programmeurs avec l'avènement du 32-bits passèrent la version 3.0 en 32-bits total. Parmi les évolutions des versions de 2.0 à 4.0, on notera principalement l'ajout de nouvelles fonctions de type @la_fonction() et de nouvelles commandes programmables.

Depuis la version 5, Visual DialogScript est capable entre autres de :
- Manipuler et mettre en œuvre les API du système Microsoft Windows. Cela permet d'ouvrir certaines possibilités jusqu'alors inexploitées par ce langage.
- La création de modules DSU permettant la redistribution et la réutilisation de ces modules dans des codes de programmation tierce.
- La possibilité d'utiliser les fonctions INCLUDE et DEFINE proche des langages de type C++, mais de manière simplifié.
- L'inclusion de RESSOURCE permettant l'injection de ressources au fichier exécutable.

## Exemple de code "Hello World"
```
Title Hello
Info Hello World !
Exit

```